# Ludwigia taiwanensis
Ludwigia taiwanensis är en dunörtsväxtart som beskrevs av C.I. Peng. Ludwigia taiwanensis ingår i släktet ludwigior, och familjen dunörtsväxter. Inga underarter finns listade i Catalogue of Life.